# Xavier Bertrand

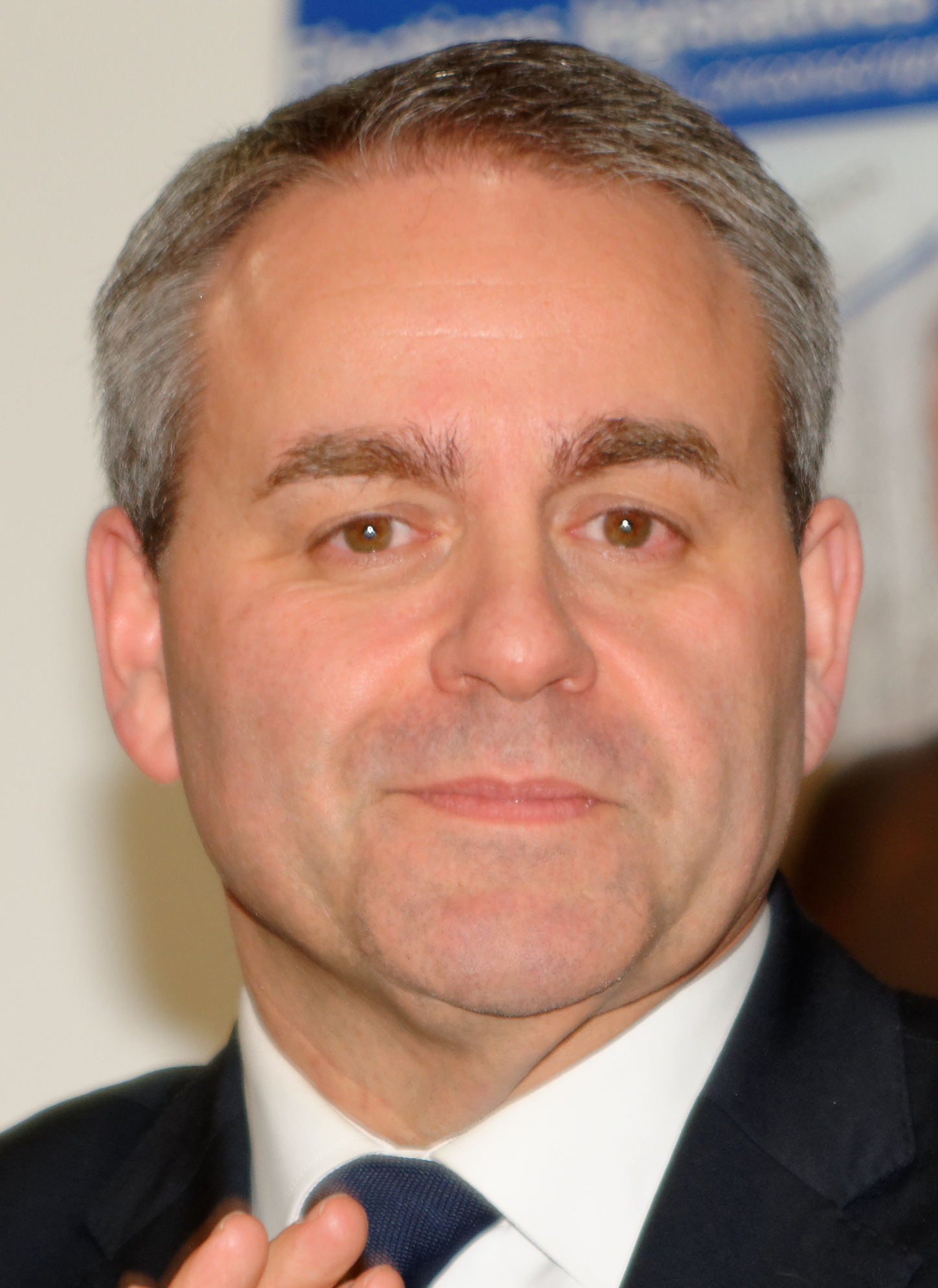
Xavier Bertrand (2015)

Xavier Bertrand (* 21. März 1965 in Châlons-sur-Marne, Département Marne) ist ein französischer Politiker (RPR, UMP, seit 2017 parteilos/Divers droite) und seit 2016 Präsident des Regionalrats von Hauts-de-France. Zuvor war er zwischen 2002 und 2016 mehrmals Abgeordneter in der Nationalversammlung, von 2005 bis 2007 französischer Gesundheitsminister, von 2007 bis 2009 und von 2010 bis 2012 Minister für Arbeit und Soziales sowie von 2010 bis 2016 Bürgermeister von Saint-Quentin. Im März 2021 erklärte Bertrand seine Kandidatur zur französischen Präsidentschaftswahl 2022.

## Politische Biographie

### Ausbildung und frühe Karriere
Im Alter von 16 Jahren trat Xavier Bertrand 1981 – entgegen der nach dem Wahlsieg François Mitterrands vorherrschenden „rosa Welle“ – der konservativen Oppositionspartei RPR bei. Er studierte an der Universität Reims Jura und Politikwissenschaft, schloss mit einer Maîtrise im öffentlichen Recht und einem DESS in Lokalverwaltung ab. Anschließend arbeitete er als parlamentarischer Assistent des RPR-Senators Jacques Braconnier. Von 1992 bis 2004 war Bertrand Versicherungsvertreter der Swiss Life.
Am 20. März 1989 wurde er in den Stadtrat von Saint-Quentin (Département Aisne in der Picardie) gewählt, wo das RPR bis 1995 in Opposition gegen den kommunistischen Bürgermeister Daniel Le Meur stand. Als Vertreter des „sozial-gaullistischen“ Flügels der RPR und Anhänger von Philippe Séguin leitete Bertrand 1992 die Kampagne im Département Aisne für ein „Nein“ beim französischen Referendum über den Vertrag von Maastricht. Er verdiente sich seine ersten politischen Lorbeeren auf kommunaler Ebene in Saint-Quentin, wurde 1995 Beigeordneter des neuen Bürgermeisters Pierre André. Vom 23. März 1998 bis 29. Juli 2002 war er Mitglied des Conseil général des Départements Aisne.
Nach der Französischen Präsidentschaftswahl 2002 wurde Bertrand am 16. Juni 2002 auf der „blauen Welle“ als Kandidat der UMP in die Nationalversammlung gewählt. Er setzte sich im zweiten Wahlgang mit 56,96 Prozent der abgegebenen Stimmen gegen die bisherige Abgeordnete Odette Grzegrzulka von der Parti socialiste durch. Im Jahr darauf beauftragte ihn der UMP-Vorsitzende Alain Juppé, eine „Frankreich-Tour“ (Tour de France) zu organisieren, bei der er den Wählern die umstrittene Rentenreform der Regierung erklären sollte. Die Durchführung dieser Aufgabe steigerte Bertrands Ansehen und Einfluss innerhalb der Partei.

### Minister, Generalsekretär und Bürgermeister

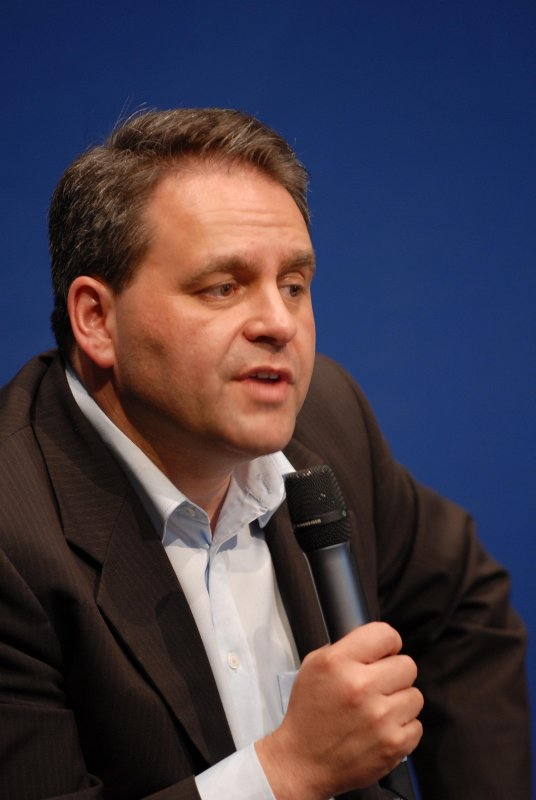
Arbeits- und Sozialminister Bertrand im Jahr 2007

Im März 2004 wurde Bertrand in der Regierung Raffarin zum Staatssekretär im Gesundheitsministerium ernannt. Unter Leitung des damaligen Gesundheitsministers Philippe Douste-Blazy nahm er die Reform der Krankenversicherung in Angriff. Im Gegensatz zu seinen früheren EU-skeptischen Ansichten setzte sich Bertrand 2005 beim Referendum über die Europäische Verfassung für ein „Ja“ ein (diese Seite verlor die Abstimmung jedoch). Als der Staatspräsident Jacques Chirac nach Raffarins Rücktritt im Mai 2005 Dominique de Villepin mit der Bildung einer neuen Regierung beauftragte, wurde Xavier Bertrand zum Minister für Gesundheit und Soziales berufen. Zu Beginn seines Mandats muss er sich mit einer Chikungunya-Epidemie auf der Insel La Réunion auseinandersetzen und auf eine beginnende Hitzewelle reagieren. Weiterhin setzte er das Rauchverbot in öffentlichen Einrichtungen durch. Am 29. November 2006 erklärte Bertrand, dass er die Präsidentschaftskandidatur von Nicolas Sarkozy unterstützen werde und wurde am 15. Januar 2007 Sprecher der Präsidentschafts-Wahlkampagne. Am 26. März 2007 verließ Bertrand die Regierung, um sich nun ganz der Wahlkampagne von Sarkozy widmen zu können.
Nach der Wahl Sarkozys zum Staatspräsidenten ernannte dieser am 18. Mai 2007 Bertrand zum Minister für Arbeit, soziale Beziehungen und Solidarität in der Regierung François Fillons. Diesen Posten behielt er bis zur Regierungsumbildung am 15. Januar 2009. Am 5. Dezember 2008 wurde Bertrand zunächst kommissarisch Generalsekretär der UMP und am 24. Januar 2009 auch offiziell in dieses Amt gewählt. Nach dem Rücktritt des Bürgermeisters von Saint-Quentin, Pierre André, wählte der Stadtrat im Oktober 2010 Bertrand zu dessen Nachfolger. Am 15. November 2010 wurde er zusätzlich als Minister für Arbeit, Beschäftigung und Gesundheit in das dritte Kabinett Fillons berufen. Das Amt des UMP-Generalsekretärs übergab er anschließend an Jean-François Copé. Bertrand leitete das Arbeits- und Sozialministerium bis zur Regierungsübernahme der Sozialisten im Mai 2012.
Bei der Parlamentswahl 2012 wurde er wieder als Abgeordneter des 2. Wahlkreises im Département Aisne in die Nationalversammlung gewählt. Er kündigte bereits 2012 an, sich um eine Kandidatur bei der Präsidentschaftswahl 2017 zu bewerben, verzichtete jedoch wegen seiner Wahl zum Regionalpräsidenten 2015 auf eine Kandidatur. Bertrand sprach sich für die Wiederabschaffung der 2013 eingeführten gleichgeschlechtlichen Ehe («mariage pour tous») aus. Er lehnte die Adoption von Kindern durch gleichgeschlechtliche Paare, künstliche Befruchtung oder Leihmutterschaft ab, die aus seiner Sicht die Abstammungsregeln „völlig durcheinanderbringen“. Zudem forderte er eine Reform des Rechts auf Familienzusammenführung und des Staatsbürgerschaftsrechts, wobei er das in Frankreich geltende Geburtsortsprinzip (automatischer Erwerb der Staatsbürgerschaft durch Geburt in Frankreich) in Frage stellte, sowie die Abschaffung der staatlich finanzierten Krankenversorgung für illegale Einwanderer. Hinsichtlich des Rentensystems schlug er eine Mischung aus Kapitalisierung und Umlageverfahren vor. Zudem sprach er sich für die Abschaffung der 35-Stunden-Woche aus, wobei die Mehrarbeit jedoch voll vergütet werden sollte. Er schlug vor, Arbeitslosen, die zwei Stellenangebote ablehnten, das Revenu de solidarité active (RSA) zu streichen.
Bei der Kommunalwahl im März 2014 wurde Bertrand mit 52,6 Prozent der Stimmen bereits im ersten Wahlgang als Bürgermeister von Saint-Quentin bestätigt. Während der Flüchtlingskrise im Spätsommer 2015 erklärte er als einer der ersten französischen Bürgermeister, dass seine Stadt keine weiteren Migranten aufnehmen könne, und forderte eine Seeblockade der Fluchtroute aus Libyen sowie eine Öffnung des Eurotunnels für Migranten, damit diese weiter nach England ziehen könnten.

### Regionalpräsident
Bei den Regionalwahlen in Frankreich 2015 war er Spitzenkandidat des Mitte-rechts-Bündnisses aus Les Républicains (neuer Name der UMP), UDI und MoDem in der neugeschaffenen Region Hauts-de-France (Fusion von Nord-Pas-de-Calais und Picardie). Seine Liste kam im ersten Wahlgang mit 25 % der Stimmen weit abgeschlagen hinter dem rechtsextremen Front national von Marine Le Pen auf den zweiten Platz. Im Hinblick auf den drohenden Wahlsieg des Front national zog die Parti socialiste ihre Liste für den zweiten Wahlgang zurück und Bertrands Liste erhielt 57,8 % der Stimmen. Somit wurde er zum Präsidenten des Regionalrats gewählt. Vom Bürgermeisteramt in Saint-Quentin trat er anschließend zurück, jedoch blieb er bis Juli 2020 Vorsitzender des Gemeindeverbands Communauté d’agglomération du Saint-Quentinois, der aus der Stadt Saint-Quentin und 38 umliegenden Kommunen besteht.
Zur Präsidentschaftswahl 2017 unterstützte er zunächst François Fillon, forderte diesen dann aber, nachdem wegen Korruptionsverdacht Anklage gegen ihn erhoben worden war, vergeblich auf, seine Kandidatur zurückzuziehen. Nach dem Wahlsieg von Emmanuel Macron lehnte Bertrand, anders als sein Parteifreund Édouard Philippe, ein Angebot des neu gewählten Präsidenten ab, sein Premierminister zu werden. Nachdem er sich bereits früher kritisch über den Kurs der Républicains geäußert hatte, der seiner Meinung nach zu sehr nach rechts tendierte, trat er als Reaktion auf die Wahl von Laurent Wauquiez zum neuen Parteivorsitzenden am 11. Dezember 2017 aus der Partei aus.
Im Rahmen seiner im März 2021 erklärten Kandidatur bei den Präsidentschaftswahlen 2022 identifiziert er sich öffentlich als „sozialer Gaullist“ und Vertreter einer „sozialen und volksnahen Rechten“. Bei der Regionalwahl im Juni 2021 gewann die von Bertrand geführte Mitte-rechts-Liste, unterstützt von Les Républicains und UDI, mit 41,4 Prozent im ersten und 52,4 Prozent im zweiten Wahlgang. Er wurde daraufhin als Präsident des Regionalrats von Hauts-de-France bestätigt.

## Privatleben
Xavier Bertrand war zweimal verheiratet und hat drei Kinder. Er war lange Jahre Mitglied im Bund der Freimaurer, aus dem er 2012 austrat.